# پریتریشینگ
پریتریشینگ (به آلمانی: Prittriching) یک شهر در آلمان است که در بایرن واقع شده‌است.

## خصوصیات
پریتریشینگ ۲۵٫۳۷ کیلومترمربع مساحت دارد ۵۵۱ متر بالاتر از سطح دریا واقع شده‌است.